# McLaren MP4-21
De McLaren MP4-21 is een Formule 1-auto gemaakt door McLaren voor het seizoen van 2006 met Mercedes-motoren. Het was het eerste seizoen sinds 1996 dat McLaren geen race won. Juan Pablo Montoya verliet de ploeg na een zwakke start van zijn seizoen.

## Resultaten
| Resultaat                     |
| ----------------------------- |
| Winnaar                       |
| Tweede plaats                 |
| Derde plaats                  |
| Gefinisht (punten)            |
| Gefinisht (geen punten)       |
| Niet geklasseerd (NC)         |
| Uitgevallen (DNF)             |
| Niet gekwalificeerd (DNQ)     |
| Gediskwalificeerd (DSQ)       |
| Niet gestart (DNS)            |
| Gewond (INJ)                  |
| Uitgesloten (EX)              |
| Teruggetrokken (WD)           |
| Niet deelgenomen (blanco cel) |
| vetgedrukt (pole position)    |
| cursief (snelste ronde)       |

| Jaar | Chassis        | Motor                        | Banden | Coureurs           | 1   | 2   | 3   | 4   | 5   | 6   | 7   | 8   | 9   | 10  | 11  | 12  | 13  | 14  | 15  | 16  | 17  | 18  | Punten | WK-plaats |
| ---- | -------------- | ---------------------------- | ------ | ------------------ | --- | --- | --- | --- | --- | --- | --- | --- | --- | --- | --- | --- | --- | --- | --- | --- | --- | --- | ------ | --------- |
| 2006 | McLaren MP4-21 | Mercedes-Benz FO 108S 2.4 V8 | M      |                    | BHR | MAL | AUS | SMR | EUR | SPA | MON | GBR | CAN | USA | FRA | DUI | HON | TUR | ITA | CHN | JPN | BRA | 110    | Brons     |
| 2006 | McLaren MP4-21 | Mercedes-Benz FO 108S 2.4 V8 | M      | Kimi Räikkönen     | 3   | DNF | 2   | 5   | 4   | 5   | DNF | 3   | 3   | DNF | 5   | 3   | DNF | DNF | 2   | DNF | 5   | 5   | 110    | Brons     |
| 2006 | McLaren MP4-21 | Mercedes-Benz FO 108S 2.4 V8 | M      | Juan Pablo Montoya | 5   | 4   | DNF | 3   | DNF | DNF | 2   | 6   | DNF | DNF |     |     |     |     |     |     |     |     | 110    | Brons     |
| 2006 | McLaren MP4-21 | Mercedes-Benz FO 108S 2.4 V8 | M      | Pedro de la Rosa   |     |     |     |     |     |     |     |     |     |     | 7   | DNF | 2   | 5   | DNF | 5   | 11  | 8   | 110    | Brons     |
| Jaar | Chassis        | Motor                        | Banden | Coureurs           | 1   | 2   | 3   | 4   | 5   | 6   | 7   | 8   | 9   | 10  | 11  | 12  | 13  | 14  | 15  | 16  | 17  | 18  | Punten | WK-plaats |

### Eindstand coureurskampioenschap
- Kimi Räikkönen: 5e (65pnt)
- Juan Pablo Montoya: 8e (26pnt)
- Pedro de la Rosa: 11e (19pnt)